# Anthopleura kurogane
Anthopleura kurogane är en havsanemonart som beskrevs av Uchida och Muramatsu 1958. Anthopleura kurogane ingår i släktet Anthopleura och familjen Actiniidae. Inga underarter finns listade i Catalogue of Life.